# Bahía de Bucareli
La bahía de Bucareli (en inglés, Bucareli Bay) es una bahía en el Archipiélago Alexander, en el sudeste del estado estadounidense de Alaska. Se encuentra frente a la isla del Príncipe de Gales, entre la isla Baker y la isla Suemez. Al este limita con varios cuerpos de agua como la bahía de San Alberto. Al oeste se abre directamente al océano Pacífico. La bahía de Bucareli tiene unos 40 km de largo.
El nombre de Bucareli se lo dio el explorador español Juan Francisco de la Bodega y Quadra en 1775, concretamente Puerto y Entrada de Bucareli, en honor de Antonio María de Bucareli y Ursúa, entonces virrey de Nueva España. En la década de 1790, George Vancouver, quien había tenido acceso a diversos mapas españoles, llamó a la bahía Puerto del Baylio Bucareli. Francisco Antonio Mourelle, quien acompañaba en la bahía de Bucareli a de la Bodega y Quadra escribió sobre la luz que desprendían la erupciones de algunos volcanes, aunque lo más probable es que lo que viera fueran algunos incendios forestales. Los españoles visitaron repetidamente la bahía durante las últimas décadas del siglo XVIII, como la visita en Ignacio de Arteaga y de la Bodega y Quadra en 1779.